# Kurt Otto (Fußballspieler)
Kurt Otto (* 28. August 1900 in Rüttenscheid; † 29. Dezember 1942 in Stalingrad vermisst) war ein deutscher Fußballspieler und -trainer.

## Laufbahn
Otto war in den 1920er Jahren als Spieler aktiv, unter anderem beim 1. Bielefelder Fußballclub Arminia, dem Chemnitzer BC und später – zur gleichen Zeit wie Sepp Herberger – beim Berliner Tennis Club Borussia. Er wechselte früher als dieser ins Traineramt, das er zunächst für ein Jahr beim FC Schalke 04 ausübte. In dieser Saison 1929/30 wurde die Mannschaft, zu der bereits Fritz Szepan, Ernst Kuzorra, Ferdinand Zajons, Valentin Przybylski und Emil Rothardt gehörten, Ruhrbezirks- und Westdeutscher Meister. Anschließend ging er als Übungsleiter zum Westdeutschen Spiel-Verband, Herberger wurde später dort sein Nachfolger. Zur Saison 1932/33 kehrte er für ein weiteres Jahr nach Gelsenkirchen zurück. Im Juni 1933 stand er mit den Schalkern im Endspiel um die deutsche Meisterschaft. Die 0:3-Niederlage gegen Fortuna Düsseldorf kostete ihn jedoch seinen Posten. In den folgenden anderthalb Jahren betreute er die Auswahlmannschaften der Städte Essen und Dortmund.
Otto wurde im März 1935 zum Trainer der polnischen Nationalmannschaft berufen. Allerdings war er nur für das Training zuständig, die Mannschaftsaufstellung oblag dem Verbandskapitän Józef Kałuża, der sein Vorgänger und Nachfolger im Amte des Nationaltrainers war. Otto betreute die polnische Auswahl in insgesamt 13 Spielen, darunter zwei Spiele gegen die DFB-Elf: 1935 verloren die Polen in Breslau mit 0:1, 1936 trennten sich in Warschau beide Mannschaften 1:1. In beiden Partien kam der der deutschen Minderheit in Polen angehörenden Posener Mittelstürmer Friedrich Scherfke, den Otto besonders förderte, zum Einsatz. Bei den Olympischen Sommerspielen 1936 in Berlin erreichte Polen den vierten Platz. Er führte auch Lehrgänge für die regionalen Fußballverbände in Polen durch.
In den knapp zwei Jahren unter Otto siegten die Weiß-Roten viermal, zweimal spielten sie unentschieden und siebenmal verloren sie. Angesichts dieser Bilanz wurde er im Februar 1937 als Trainer entlassen. Die größte Sportzeitung des Landes, der in Warschau erscheinende „Przegląd Sportowy“, bedauerte den Rückzug Ottos. Dieser habe den bisher dominierenden „Konservatismus gebrochen“, „junge Kräfte“ eingesetzt und die Nationalelf von den „Launen der Primadonnen unabhängig gemacht“.
Wenige Wochen nach seiner Entlassung als Trainer der polnischen Elf übernahm er den Posten des „Reichsbundsportlehrers für den Gau Schlesien“. Er führte Lehrgänge für Spieler und Trainer aus der Region durch.
Zu Beginn des Zweiten Weltkrieges wurde Otto zu einem Artillerieregiment der Wehrmacht eingezogen. Nach einem kurzen Einsatz an der „Westfront“, an der bis zum Juni 1940 allerdings nicht gekämpft wurde, kehrte er im Oktober desselben Jahres als Trainer zu seinem früheren Verein Arminia Bielefeld zurück, jedoch nur für kurze Zeit; dann erhielt er die Abordnung zum WSV Liegnitz, den er an die Tabellenspitze der Gauliga Niederschlesien führte. In Schlesien führte er auch Lehrgänge für die Vereine des Bezirks Breslau durch. Im Februar 1941 wurde er zum Trainer der Auswahlmannschaft von Schlesien berufen, in der auch eine Reihe früherer polnischer Nationalspieler aus Ostoberschlesien spielten. Die von ihm trainierte Mannschaft nahm am Reichsbundpokal teil.
Im Mai 1942 wurde Otto in sein Artillerieregiment zurückversetzt. Dieses kam Ende 1942 in der Schlacht von Stalingrad zum Einsatz. Otto wurde dort seit 29. Dezember 1942 vermisst. 1950 wurde er vom Amtsgericht Langendreer für tot erklärt.

## Publikation
- Kurt Otto: Der Fußballsport. Übung, Training, Wettkampf. Leipzig: Quelle & Meyer, 1938, 164 S. (mit 113 Abb.)